# ジョン・ヴァン・アントワープ・マクマリー

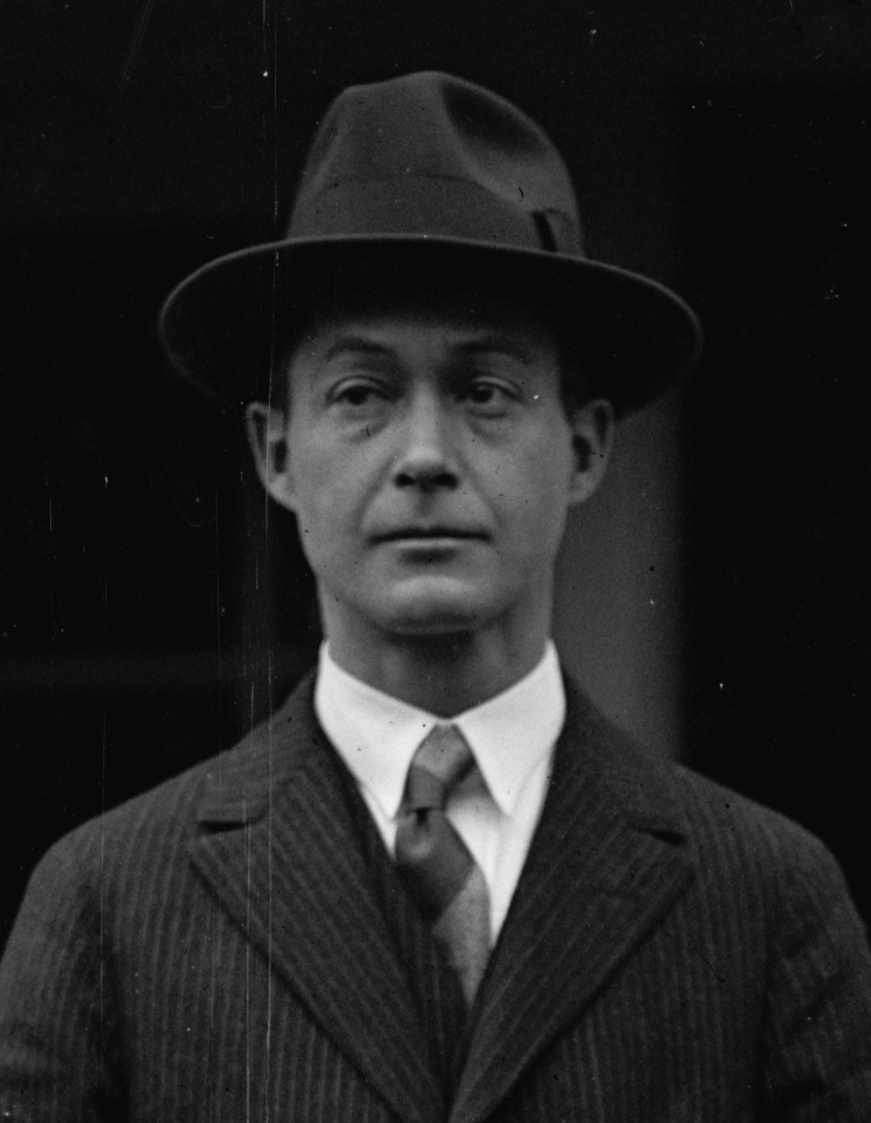
ジョン・ヴァン・アントワープ・マクマリー

ジョン・ヴァン・アントワープ・マクマリー（John Van Antwerp MacMurray, 1881年10月6日 - 1960年9月25日）は、アメリカ合衆国の外交官、政治家。

## 生涯
1881年10月6日、マクマリーはニューヨーク州スケネクタディにおいて、ジュニアス・ウィルソン・マクマリー (Junius Wilson MacMurray) とヘンリエッタ・ウィスウォール・ヴァン・アントワープ (Henrietta Wiswall Van Antwerp) の第4子として誕生した。

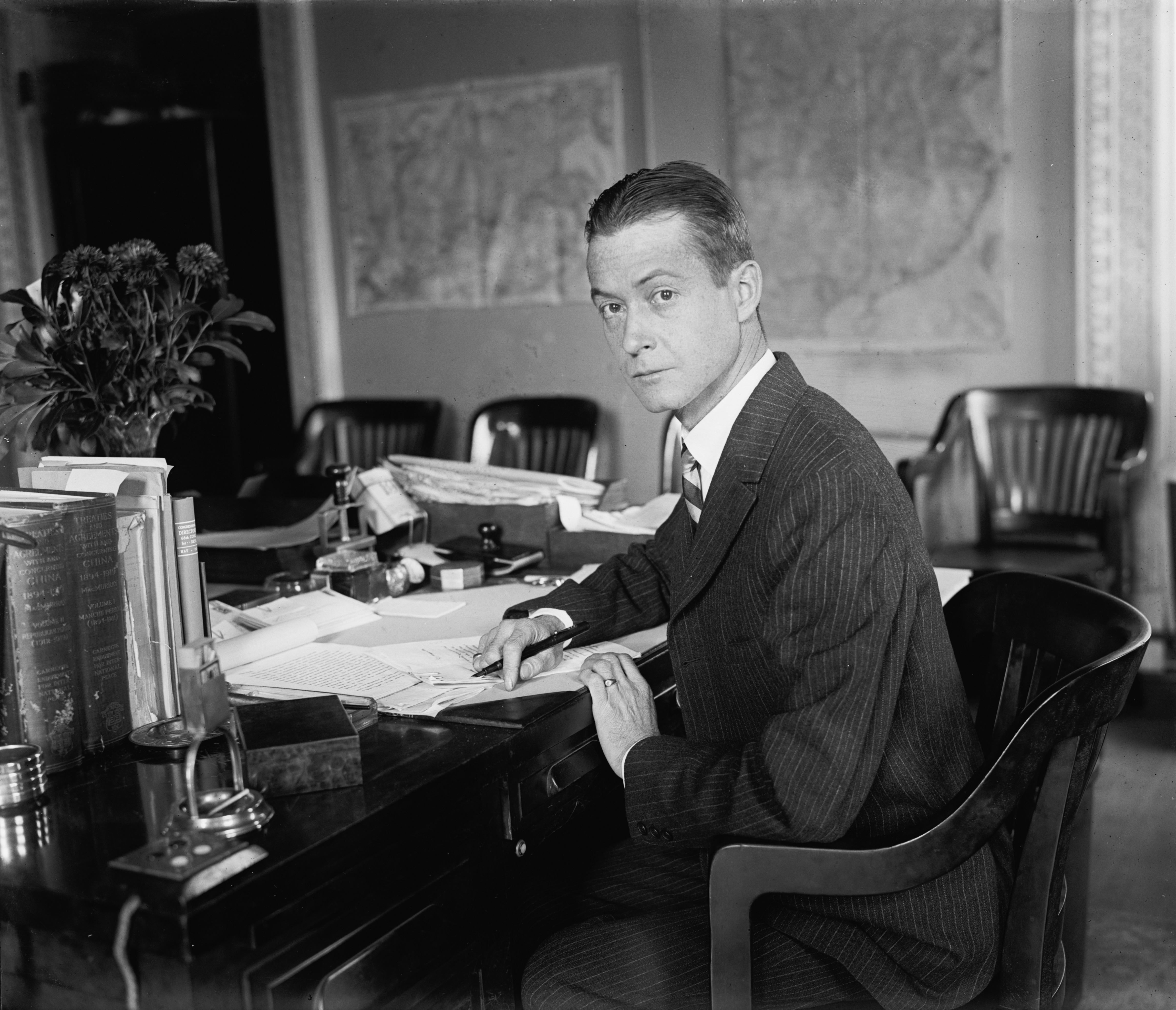
国務次官補時代のマクマリー

マクマリーは国務省の外交部に入り、1917年11月10日に日本の東京領事館で参事官となった。マクマリーは1919年まで参事官を務めた。1919年から1924年まで国務省極東部長。1924年11月18日、マクマリーはカルビン・クーリッジ大統領から国務次官補に任命され、翌11月19日に着任した。マクマリーは上院休会中の任命であったため、1925年1月3日にあらためて上院の承認を受けた。マクマリーは1925年5月19日まで国務次官補を務めた。
1925年4月9日、マクマリーは駐中国公使に任命された。マクマリーは1925年7月15日に着任したが、上院休会中の任命であったため、1925年12月17日にあらためて上院の承認を受けた。マクマリーは1929年11月22日に退任した。
1933年8月28日、マクマリーは駐エストニア公使、駐ラトビア公使、および駐リトアニア公使に任命された。信任状の奉呈はラトビアで1933年12月13日に、リトアニアで1933年12月20日に、エストニアで1934年1月4日に行われた。マクマリーはラトビアのリガに居住した。マクマリーは上院休会中の任命であったため、1934年1月15日にあらためて上院の承認を受けた。マクマリーは1936年2月12日に駐エストニア公使、駐ラトビア公使を退任し、翌3月13日に駐リトアニア公使を退任した。
1936年1月24日、マクマリーは駐トルコ大使に任命された。マクマリーは1936年3月16日に着任し、1941年11月28日まで駐トルコ大使を務めた。
マクマリーは1960年に死去した。

## マクマリー覚書
1935年、東アジアでの緊張が高まると、国務省極東部長スタンリー・ホーンベックはマクマリーに現地の情勢について覚書を書くよう依頼した。「極東におけるアメリカの政策に影響を及ぼす発展」というタイトルの覚書で、マクマリーは日本に対するアメリカの外交政策と関連する多くの根本的な仮定に異議を唱えた。日中間の紛争をめぐって日本が「理由のない侵略者」というのが通説だ。しかし、マクマリーは中国とアメリカの政策が日本の侵略的な行動を招くことに部分的に責任があると指摘した。1920年代にかけて日本はワシントン会議で合意された軍縮条約と協定を遵守したが、アメリカ、イギリス、中国はそうした条件をしばしば弱めた。
マクマリーは1931年に満州事変が勃発するまで「日本政府はこうした約束に応じるために非の打ち所のない善意の努力をした」と書いた（協調外交）。ワシントン会議で進展した軍縮及び中国に対する門戸開放政策の成否は、実は中国自身とイギリス、そしてアメリカの手にかかっていた。歴史学者アーサー・ウォルドロンによると、マクマレーは特に「中国が（九カ国条約により）保障された彼らの国際的地位を利用して外国との条約が規定した法的な枠組みを組織的に破り、そうすることで日本の怒りを招いた」という事実を発見した。アメリカがワシントン体制下の諸条約に従おうとする日本の努力を重視すべきだった。マクマリーはアメリカが中国と緊密に協力するよりも、日本の大陸進出をある程度容認すべきだと提言し、これを阻止した場合、必ず日本との戦争が起こると予測した。
マクマリーの覚書によると、日米戦争の経過は次のようなものだった。
マクマリーの覚書は国務省によって直ちに保留され、選別された記録保管所に送られ、注目されないまま葬られた。1951年、ジョージ・ケナンはマクマリーの覚書を引用し、戦間期のアメリカの極東政策とその間違いを批評する講義資料として活用しており、1992年にはペンシルバニア大学の歴史学者アーサー・ウォルドロンが同覚書の内容を整理した「平和はいかに失われたか（How the Peace was Lost）」を初めて出版した。